# Disperis capensis
Disperis capensis là một loài thực vật có hoa trong họ Lan. Loài này được (L.) Sw. mô tả khoa học đầu tiên năm 1800.

## Hình ảnh

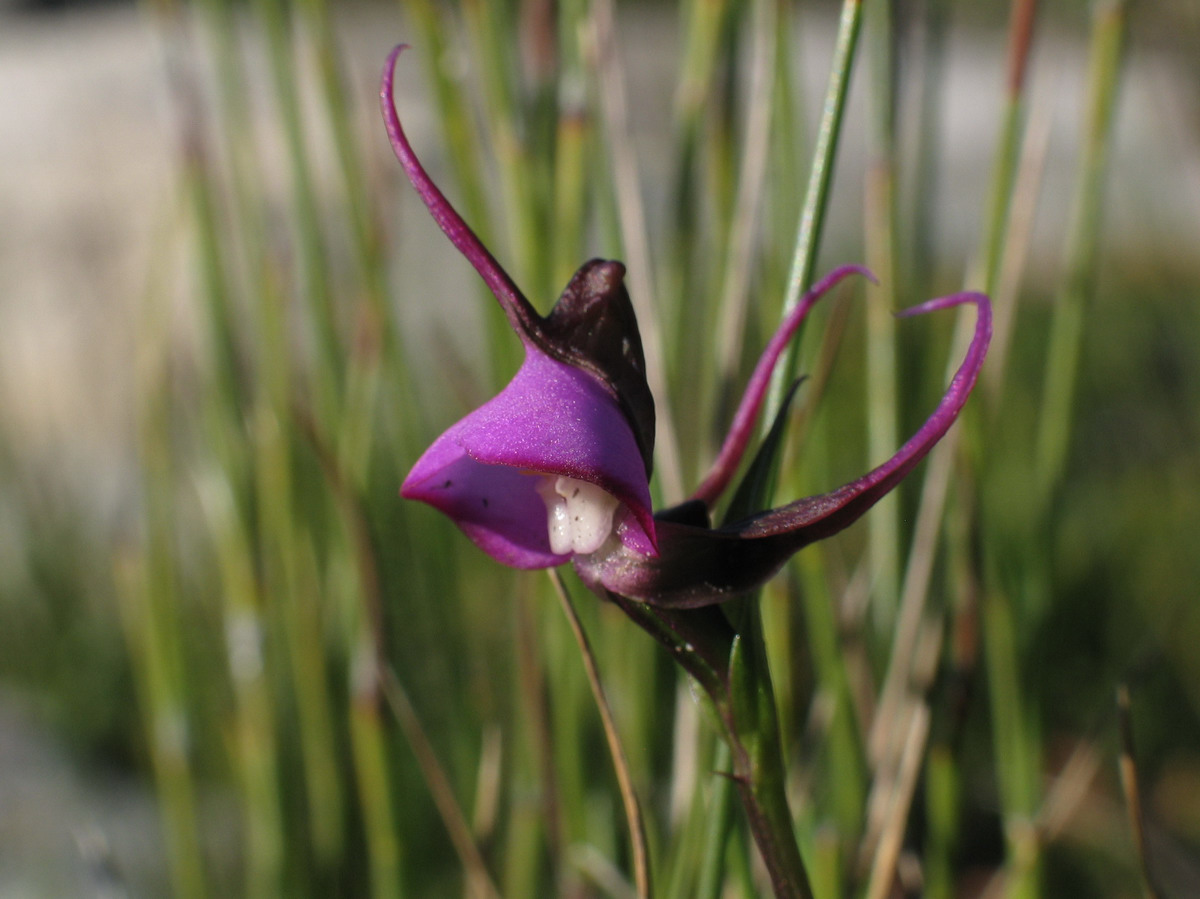